# Lago Razzaza
El lago Milh, o Milch o Bahr-el-Milch (en árabe: بحيرة ملح‎, literalmente «mar de la Sal»), también lago Razazah o Razzaza, es un gran lago salado natural  de Irak, recrecido y embalsado artificialmente, que se encuentra en la parte central del país, a unos 20 km al noroeste de la ciudad de Karbala y 85 km al suroeste de la capital Bagdad. El lago está en una depresión entre las gobernaciones de Kerbala y Ambar, en la que se desvía el exceso de agua desde el río Éufrates por un canal de salida controlada o canal. La presa construida para recrecer el lago fue realizadas en 1951-55, con una altura de 18 m y una longitud de coronación de 3.770 m. El embalse tiene una superficie de 1.501 km² y una capacidad de 25,5 km³, siendo el segundo lago más grande del país después del lago Tharthar. El lago es poco profundo y el nivel del agua cambia con las estaciones.
El lago se encuentra en el desierto. Las orillas son llanas, aunque en costa sureste hay acantilad»os de hasta 18 m. Al oeste del lago se encuentran una serie de colinas de una altura de 50-130 metros, en las que nacen varios ríos y arroyos que desembocan en el lago, aunque todos se secan. Desde el norte, fluye el agua a través del canal Madzharra que le une con el lago Habbaniyah, que se encuentra a unos 20 km al norte. Desde la parte sur, afluye el río Wadi el-Ubayid.
El Milh tiene una forma irregular, extendiéndose de sur a norte una longitud de 60 km y con una anchura desde los 10-15 km en el norte a los 40 km de ancho en la parte sur. En la laguna hay ahora varias islas superficiales, desiertas, teniendo la mayor de ellas hasta 25 km de longitud. (Comparando las imágenes de los últimos años se observa que el nivel del lago es mucho menor).
Debido a la salinidad y al cambiante nivel del agua, hay pocos asentamientos en sus riberas, todos de tamaño medio, como los oasis de Rihaliya, Tell Abu Itnash y Shithathah.
Durante la invasión de Irak de 2003 a coalición estadounidense-británica construyó en el lago una base desde la que se planeó el ataque para atacar Bagdad.

## Notas

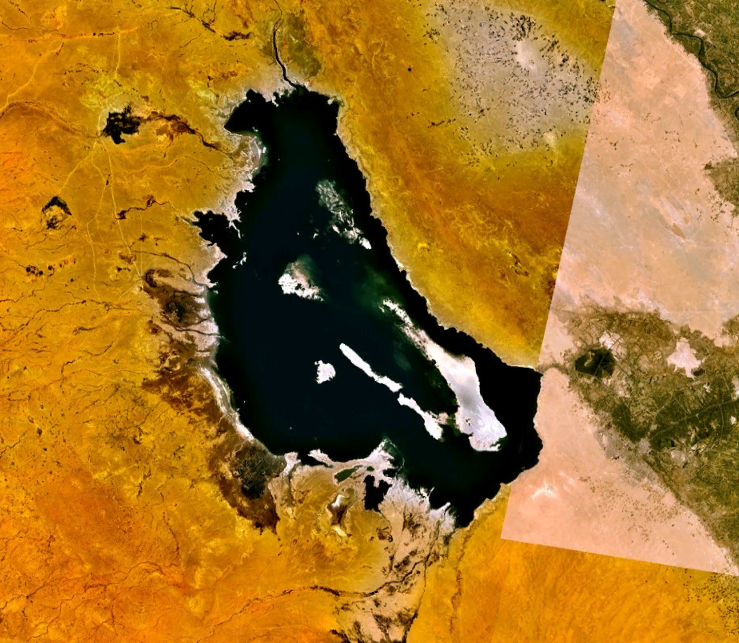
Una vista más reciente, obtenida del programa World Wind.